# Dani Shapiro
Pour les articles homonymes, voir Shapiro.
Dani Shapiro est une femme de lettres américaine née le 10 avril 1962 à New York.